# Lakota
Los lakotas o lakhotas son un pueblo que vive en los márgenes del norte del río Misuri. Son parte de la tribu sioux; históricamente habían sido un grupo nómada aunque actualmente llevan un modo de vida sedentario.
A finales del siglo XVIII estaban establecidos en la pradera central del subcontinente norteamericano. Con el tiempo y el empuje de los colonos de origen europeo se convirtieron en un pueblo nómada, ocupando lo que hoy son los estados de Minnesota, Dakota del Norte, Dakota del Sur, Nebraska y Wyoming. Se dividían en dos grandes grupos: los dakota eran mayoritariamente agricultores, mientras que los lakota se hicieron cazadores y pasaron a dominar una extensa zona de la pradera, sobre todo desde la llegada del caballo, introducido por los españoles en el continente americano. Su dominio se fue diluyendo a medida que la frontera de los Estados Unidos avanzaba hacia el oeste e iba eliminando los bisontes, fuente de la subsistencia de este pueblo. Las grandes batallas y conflictos no fueron más que el canto del cisne de unas tribus a las que se había privado de los medios de supervivencia y a quienes se les habían exportado enfermedades y alcohol, que resultaron las principales causas de mortalidad. A día de hoy, el 80% de estas personas viven en la sociedad estadounidense, pero han tenido que renunciar a su lengua y cultura.

## República de Lakota
En 2010, un grupo de lakota anunciaron la intención de romper unilateralmente el tratado con el pueblo blanco y proclamar la República de Lakota, situada en las tierras de sus antepasados, que comprenden en la actualidad los estados de Dakota del Norte, Dakota del Sur, Nebraska, Wyoming y Montana. El país no es reconocido internacionalmente, y cuenta con poca aceptación en los propios Estados Unidos de América.
Poseyeron representación en la UNPO.
Lakota, en su propio idioma, significa "amigo" o "aliado".[cita requerida]

## En la cultura popular
Cine
Los lakota tuvieron un importante papel en la película Dances with Wolves, protagonizada y dirigida por el actor y cineasta estadounidense Kevin Costner. La película muestra una imagen positiva de este pueblo, humanizándolo y mostrando al mundo su punto de vista de la vida y del hombre blanco. 
También cuentan con una breve pero no irrelevante aparición en la precuela de Yellowstone, 1883.
Literatura 
La historia del sometimiento de los lakota y de otras tantas tribus de indígenas americanos aparece explicada detalladamente en el libro Enterrad mi corazón en Wounded Knee, del escritor estadounidense Dee Brown. El libro, basado en testimonios de los propios indígenas norteamericanos, narra la resistencia, las guerras y el sometimiento de los nativos, desde la llegada de los británicos a América hasta la Masacre de Wounded Knee, y cómo, a lo largo de la historia de Norteamérica, los indios han sido humillados, maltratados y eliminados físicamente, sufriendo un proceso de genocidio a manos de la población blanca estadounidense. Esta obra fue adaptada al cine en 2007. 

Cómic 
El modo de vida de los lakota actuales aparece reflejado en la serie de cómic "Scalped", editada por Vertigo Comics y escrita por Jason Aaron, con R.M Guerá a los lápices. La serie se ambienta en una reserva india ficticia llamada "Praire Rose" en la época actual, y es un thriller policíaco. En la serie podemos observar la vida de pobreza, drogadicción y desesperación en la que viven los lakota del mundo moderno, y cómo tienen problemas para la adaptación a la vida actual. Enmascarada en un thriller, la serie hace una crítica clara al sistema estadounidense de las reservas y al racismo imperante en la sociedad de EE. UU., que sume a los lakota en una vida de paro y miseria.